# Jesus von Ottakring
Jesus von Ottakring ist ein österreichischer Spielfilm aus dem Jahr 1975 von Wilhelm Pellert, basierend auf dem gleichnamigen Wiener Volksstück von Helmut Korherr und Wilhelm Pellert. In den Hauptrollen sind Rudolf Prack und Hilde Sochor zu sehen.

## Handlung
Diese moderne Passionsgeschichte eines Außenseiters ist im „gemütlichen“ Wiener Bürger- und Heurigenmilieu des Wiener Vorstadtbezirks Ottakring angesiedelt. Im Zentrum des Geschehens steht Ferdinand Novacek, ein „armer Teufel“, der als Flüchtlingskind in der „Zeit nach dem großen Völkermord nach Wien gekommen ist, um hierorts eine neue Heimat zu finden“. Die Handlung setzt 1976 mit einer Gedenkfeier ein: Der Bezirkspolitiker (Peter Hey) und der Brotfabriksbesitzer (Emanuel Schmied) enthüllen in Anwesenheit aller Bewohner im Hof eines Ottakringer Wohnhauses eine Gedenktafel für Ferdinand Novacek, den „Jesus von Ottakring“.
In einer Rückblende wird nun das Wirken Ferdinand Novaceks bis zu seiner Ermordung gezeigt. Der junge Mann predigt Toleranz, tritt für Gerechtigkeit und Frieden ein und eckt mit seinen kritischen Äußerungen bei der alteingesessenen Bevölkerung, der Polizei und der Bezirkspolitik an. Wegen seiner langen Haare erhält er bald den Spitznamen „Jesus von Ottakring“. Er schart eine Gruppe Jugendlicher um sich, spricht mit ihnen über ihre Probleme und diskutiert mit Arbeitern über ihre Tätigkeit in der Brotfabrik, wodurch er sich als „Linksradikaler“ verdächtig macht. Außerdem setzt er sich für die „Tschuschen“, die Gastarbeiter, ein. Aufgehetzt vom Bezirkspolitiker und dem Brotfabriksbesitzer, dessen Sohn (Harald Pfeiffer) sich der „Jesusbande“ angeschlossen hat, entdecken ihn aufgebrachte Hausbewohner in der Waschküche ihres Hofs. Angeführt vom Major a. D. (Rudolf Prack) und dessen Tochter (Hilde Sochor) stürmen sie in die Waschküche und erschlagen den „Tschuschenfreund“. Bald darauf wird der Ermordete zum Idol seiner Mörder.
Ein besonderer Kunstgriff des Films ist es, dass der Jesus von Ottakring nicht auftritt, obwohl alle Handlung und die Entwicklung der handelnden Personen auf ihn bezogen sind.

## Soundtrack
1976 erschien eine Langspielplatte mit der Filmmusik und den Liedern (Text und Musik von Wilhelm Pellert), die von Herwig Seeböck gesungen werden. Das Arrangement stammt von dem Kabarettisten und Musiker Hans Peter Heinzl, der im Film auch einen kurzen Auftritt als Heurigensänger hat.

## Kritiken
„Wilhelm Pellert schildert in der Art eines Underground-Musicals die Leidensgeschichte eines Außenseiters, der von seiner Umwelt zum Gesellschaftsfeind gestempelt, verfolgt und schließlich totgeschlagen wird; den Protagonisten des Films bekommt man (ein Kunstgriff des Films) allerdings kein einziges Mal zu Gesicht. Der Film bringt in der Geißelung eines reaktionären Kleinbürgertums vielleicht keine neuen Erkenntnisse, hat aber für seine Geschichte eine originelle Form gefunden; Typen- und Milieuzeichnung sind von veristischer Genauigkeit.“
„Dabei bekommt der Zuschauer die eigentliche Hauptperson nie zu Gesicht, vielmehr erlebt er die Aufwiegelung und Hetze gegen den Aussenseiter allein aus den Reaktionen und Verhaltensweisen seiner Häscher, aus dem Begleitkommentar und aus einigen hervorragenden, sehr sicher eingesetzten Songs. Der Film … überrascht durch einen eigenwilligen Erzählstil, durch eine bestechende Sicherheit in der Verwendung der filmischen Mittel und der Direktheit seiner Aussage.“
„Die erweiterte Kommission hat ihre Sympathie für das Vorhaben des jungen Teams nicht verleugnet und den Erstlingsfilm des Regisseurs Wilhelm Pellert nahezu einstimmig mit dem Prädikat ‚wertvoll‘ eingestuft … Die dem Film als abgerundetes Kunstwerk mangelnde Vollendung wird weitgehend aufgewogen durch die Provokation zum Nachdenken … In der psychologischen Darlegung der Gegenwart steckt viel Können.“
„Ein Volksstück im besten … Sinne, mit schmissig-didaktischen Liedern, einem tollen Gefühl für die Wirklichkeit, einer hemmungslosen Freude am Theatralischen sowie Rudolf Prack in seiner letzten Rolle, als gemütvoller Volksverhetzer. Eines der Kernwerke der siebziger Jahre.“

## Auszeichnungen
- Theodor Körner Preis für Literatur (Drehbuch) 1973

- Preis des Wiener Kunstfonds für Film 1976

- Offizieller österreichischer Wettbewerbsbeitrag des Internationalen Filmfestivals Karlovy Vary (Karlsbad) 1976

- „Lobende Erwähnung“ der Ökumenischen Jury des Internationalen Filmfestivals Locarno 1976

- Silbermedaille am Festival des realistischen Films Avellino 1976

- Spezialpreis für das beste Erstlingswerk am Kinder- und Jugendfilmfestival Giffoni Valle Piana, Salerno 1977

- Österreichischer Förderungspreis für Filmkunst des Bundesministeriums für Unterricht und Kunst 1979